# Nederland op de Olympische Winterspelen 1998
Tijdens de Olympische Winterspelen van 1998 die in Nagano, Japan werden gehouden nam Nederland voor de zestiende keer deel. Er namen 22 olympiërs aan deel in drie takken van sport: schaatsen, shorttrack en snowboarden. Voor Rintje Ritsma en Carla Zijlstra was het hun derde deelname aan de winterspelen. De Chef de mission voor deze spelen was net als in 1992 en 1994 Ard Schenk. Er werd een recordaantal van elf medailles behaald.

## Medailleoverzicht
| Sport     | Olympiër        | Discipline   | Medaille |
| --------- | --------------- | ------------ | -------- |
| Schaatsen | Ids Postma      | 1000 m (m)   | Goud     |
| Schaatsen | Gianni Romme    | 5000 m (m)   | Goud     |
| Schaatsen | Gianni Romme    | 10.000 m (m) | Goud     |
| Schaatsen | Marianne Timmer | 1000 m (v)   | Goud     |
| Schaatsen | Marianne Timmer | 1500 m (v)   | Goud     |
| Schaatsen | Jan Bos         | 1000 m (m)   | Zilver   |
| Schaatsen | Ids Postma      | 1500 m (m)   | Zilver   |
| Schaatsen | Bob de Jong     | 10.000 m (m) | Zilver   |
| Schaatsen | Rintje Ritsma   | 1500 m (m)   | Brons    |
| Schaatsen | Rintje Ritsma   | 5000 m (m)   | Zilver   |
| Schaatsen | Rintje Ritsma   | 10.000 m (m) | Brons    |

## Deelnemers en resultaten
(m) = mannen, (v) = vrouwen 

### Schaatsen
| Olympiër (deelname) | Discipline   | Resultaat | Prestatie                      |
| ------------------- | ------------ | --------- | ------------------------------ |
| Jan Bos             | 500 m (m)    | 12e       | 1.12,77 (+1,42) 36,66+36,11    |
| Jan Bos             | 1000 m (m)   | Zilver    | 1.10,71 (+0,07)                |
| Jan Bos             | 1500 m (m)   | 4e        | 1.49,75 (+1,88)                |
| Martin Hersman      | 1000 m (m)   | 12e       | 1.12,00 (+1,36)                |
| Martin Hersman      | 1500 m (m)   | 6e        | 1.50,31 (+2,44)                |
| Bob de Jong         | 5000 m (m)   | 4e        | 6.31,37 (+9,17)                |
| Bob de Jong         | 10.000 m (m) | Zilver    | 13.25,76 (+10,43)              |
| Jakko Jan Leeuwangh | 500 m (m)    | 21e       | 1.13,23 (+1,88) 36,69+36,54    |
| Jakko Jan Leeuwangh | 1000 m (m)   | 4e        | 1.11,26 (+0,62)                |
| Ids Postma          | 500 m (m)    | 38e       | 1.56,49 (+45,14) 1.18,68+37,81 |
| Ids Postma          | 1000 m (m)   | Goud      | 1.10,64                        |
| Ids Postma          | 1500 m (m)   | Zilver    | 1.48,13 (+0,26)                |
| Rintje Ritsma       | 1500 m (m)   | Brons     | 1.48,52 (+0,65)                |
| Rintje Ritsma       | 5000 m (m)   | Zilver    | 6.28,24 (+6,04)                |
| Rintje Ritsma       | 10.000 m (m) | Brons     | 13.28,19 (+12,86)              |
| Gianni Romme        | 5000 m (m)   | Goud      | 6.22,20                        |
| Gianni Romme        | 10.000 m (m) | Goud      | 13.15,33                       |
| Erben Wennemars     | 500 m (m)    | dnf       | opgave 35,96+opgave            |
|                     |              |           |                                |
| Tonny de Jong       | 1500 m (v)   | 18e       | 2.03,19 (+5,61)                |
| Tonny de Jong       | 3000 m (v)   | 16e       | 4.19,54 (+12,25)               |
| Tonny de Jong       | 5000 m (v)   | 5e        | 7.12,77 (+13,16)               |
| Barbara de Loor     | 1500 m (v)   | 22e       | 2.04,05 (+6,47)                |
| Barbara de Loor     | 5000 m (v)   | 4e        | 7.11,81 (+12,20)               |
| Andrea Nuyt         | 500 m (v)    | 37e       | 1.57,94 (+41,34) 39,62+1.18,32 |
| Annamarie Thomas    | 1000 m (v)   | 5e        | 1.17,95 (+1,44)                |
| Annamarie Thomas    | 1500 m (v)   | 6e        | 1.59,29 (+1,71)                |
| Annamarie Thomas    | 3000 m (v)   | 8e        | 4.14,38 (+7,09)                |
| Marianne Timmer     | 500 m (v)    | 6e        | 1.18,15 (+1,55) 39,12+39,03    |
| Marianne Timmer     | 1000 m (v)   | Goud      | 1.16,51                        |
| Marianne Timmer     | 1500 m (v)   | Goud      | 1.57,58                        |
| Marieke Wijsman     | 500 m (v)    | 24e       | 1.20,79 (+4,19) 40,22+40,57    |
| Marieke Wijsman     | 1000 m (v)   | 20e       | 1.20,02 (+3,51)                |
| Carla Zijlstra      | 3000 m (v)   | 9e        | 4.16,43 (+9,14)                |
| Carla Zijlstra      | 5000 m (v)   | 6e        | 7.12,89 (+13,28)               |
| Sandra Zwolle       | 500 m (v)    | 17e       | 1.19,86 (+3,26) 39,98+39,88    |
| Sandra Zwolle       | 1000 m (v)   | 15e       | 1.19,29 (+2,78)                |

### Shorttrack
| Olympiër (deelname)                                                 | Discipline           | Resultaat | Prestatie                                                                 |
| ------------------------------------------------------------------- | -------------------- | --------- | ------------------------------------------------------------------------- |
| Dave Versteeg                                                       | 500 m (m)            | 6e        | B-finale: 42,933, hf 1 (3e): 43,850, kf 4 (1e): 43,377, vr 3 (1e): 44,358 |
| Dave Versteeg                                                       | 1000 m (m)           | 20e       | dnq, vr 6 (3e): 1.32,748                                                  |
|                                                                     |                      |           |                                                                           |
| Anke Jannie Landman                                                 | 500 m (v)            | 26e       | dnq, vr 5 (4e): 47,090                                                    |
| Anke Jannie Landman                                                 | 1000 m (v)           | 12e       | dnq, kf 1 (3e): 1.32,939, vr 5 (3e): 2.08,819                             |
| Melanie de Lange                                                    | 500 m (v)            | 23e       | dnq, vr 4 (3e): 48,598                                                    |
| Ellen Wiegers                                                       | 500 m (v)            | 24e       | dnq, vr 2 (3e): 56,250                                                    |
| Ellen Wiegers                                                       | 1000 m (v)           | 9e        | dnq, kf 4 (3e): 1.36,343, vr 6 (2e): 1.37,775                             |
| Anke Jannie Landman Maureen de Lange Melanie de Lange Ellen Wiegers | 3000 m aflossing (v) | 6e        | B-finale: 4.26,592, hf 1 (3e): 4.28,018                                   |

### Snowboarden
| Olympiër        | Discipline       | Resultaat | Prestatie                       |
| --------------- | ---------------- | --------- | ------------------------------- |
| Thedo Remmelink | reuzenslalom (m) | 10e       | 2.07,25 (+3,29) 1.02,01+1.05,24 |

Amerikaanse Maagdeneilanden · Andorra · Argentinië · Armenië · Australië · Azerbeidzjan · België · Bermuda · Bosnië en Herzegovina · Brazilië · Bulgarije · Canada · Chili · China · Chinees Taipei · Cyprus · Denemarken · Duitsland · Estland · Finland · Frankrijk · Georgië · Griekenland · Groot-Brittannië · Hongarije · Ierland · IJsland · India · Iran · Israël · Italië · Jamaica · Japan · Joegoslavië · Kazachstan · Kenia · Kirgizië · Kroatië · Letland · Liechtenstein · Litouwen · Luxemburg · Macedonië · Moldavië · Monaco · Mongolië · Nederland · Nieuw-Zeeland · Noord-Korea · Noorwegen · Oekraïne · Oezbekistan · Oostenrijk · Polen · Portugal · Puerto Rico · Roemenië · Rusland · Slovenië · Slowakije · Spanje · Trinidad en Tobago · Tsjechië · Turkije · Uruguay · Venezuela · Verenigde Staten · Wit-Rusland · Zuid-Afrika · Zuid-Korea · Zweden · Zwitserland